# Сергеј Наришкин
Сергеј Јевгењевич Наришкин (рус. Серге́й Евге́ньевич Нары́шкин; рођен 27. октобра 1954. године, Лењинград, СССР) је руски политичар и уједно директор Спољне обавештајне службе Руске Федерације. 1978. године је дипломирао на Механичком институту из области радио-технике. По занимању је економиста на Међународном институту за менаџмент у Санкт Петербургу. Аутор 47 научних радова. Говори течно француски и енглески језик. Он је активни државни савjетник Руске Федерације 1. класе. Ожењен је и има двоје деце.

## Преглед каријере
- 1982. године именован је за помоћника проректора Лењинградског политехничког института. Као стручњак Државног комитета за науку и технологију, радио је у Канцеларији економског саветника у Амбасади Совјетског Савеза у Белгији.
- Од 1992. године води један од одељења Комисије за економију и финансије Градске скупштине Санкт Петербурга.
- 1995. године преселио се у Промстроибанк у Санкт Петербургу на место шефа одељења за страна улагања.
- Од јануара 1997. године радио је у влади Лењинградске регије као шеф Одељења за инвестиције.
- 1998. године именован је за шефа одбора за спољне економске и међународне односе Владе лењинградске регије.
- Године 2004, именован је за заменика шефа Економске дирекције председника Руске Федерације, а у марту 2004. именован је за заменика шефа владине канцеларије Руске Федерације. Од 13. септембра 2004. године у оквиру шефа канцеларије владе Руске Федерације долази на функцију министра Руске Федерације.
- Од 15. фебруара 2007. године у оквиру шеф канцеларије владе Руске Федерације постаје заменик премијера Руске Федерације.
- Од маја 2008. године изабран је за шефа Председничке управе Руске Федерације.
- Од 21. децембра 2011. године је председник Државне думе Савезне скупштине Руске Федерације.
- 22. септембра 2016. године руски председник Владимир Путин именује Сергеја Наршкина за директора Службе за спољно-обавештајне послове Руске Федерације који ступа на ту позицију од 5. октобра 2016. године.

## Чланство
Председник је „Руског историјског друштва”, као и одбора поверилаца непрофитне организације „Фондација за савремену историју”.

## Награде
Орден за заслуге Отаџбини III степена (2010), Орден за заслуге Отаџбини IV степена (2008), Орден Александра Невског (2014), Орден Части (2004), Орден Пријатељства (2016), Медаља за редослед служби у домовини II степена (2003), Потврда о части од председника Руске Федерације (2009), Потврда о части од Владе Руске Федерације (2009), као и многи други ордени и медаље.